# 阿薩巴斯卡湖
阿薩巴斯卡湖（Lake Athabasca，克里语Nīhithawīwin方言：，“有一个接一个的植物的地方”）位於加拿大境內，位於薩克其萬省西北角與亞伯達省的東北角落。為薩克其萬省與亞伯達省境內的最大與最深的湖泊。阿薩巴斯卡湖和阿薩巴斯卡沙丘是綿延數百公里的大型生態系統，也是熱門的旅遊目的地。